# Ernst Dollwetzel
Ernst Dollwetzel (* 2. Januar 1958 in Mesju, Sowjetunion) ist ein deutscher Schauspieler, Moderator, Sprecher und Sänger.

## Leben
Ernst Dollwetzel studierte von 1980 bis 1984 an der Hochschule für Schauspielkunst „Ernst Busch“ in Berlin. Nach seinem Abschluss mit Diplom ging er an das Theater der Jungen Generation in Dresden. Bereits vor der Wende begann er beim Fernsehen der DDR (später Deutschen Fernsehfunk) als Schauspieler und Moderator zu arbeiten. In diese Zeit fielen auch seine Auftritte an der Staatsoperette Dresden und in Bautzen. 1994 begann seine mehrjährige Mitwirkung in der Rolle als Jens Liebermann in der vom Privatsender RTL ausgestrahlten Seifenoper Gute Zeiten, schlechte Zeiten. Es folgten Rollen an verschiedenen Theatern in Dresden, Freiberg, Friedrichroda und auf der Felsenbühne Rathen.
Für mehrere Fernseh- und Rundfunkstationen der Bundesrepublik wirkte Ernst Dollwetzel als Schauspieler, Sprecher, Nachrichtensprecher, Moderator, Off-Sprecher und Redakteur. Er moderierte auf dem freien Markt Unterhaltungsveranstaltungen, Modepräsentationen, Silvester- und Weihnachts-Galas, Konzerte, Jugendweihe-Veranstaltungen und Talkshows. Ein wichtiges Anliegen waren ihm seine durchgeführten Leseabende. Seit 2019 führt er bei Stadtrundfahrten die Gäste mit seinen Erläuterungen durch Dresden. Seit dem Ausbruch der COVID-19-Pandemie und dem damit verbundenen Verschwinden aller kulturellen Veranstaltungen, arbeitet er als Hochzeits- und Trauerredner.

## Filmografie
- 1986: Zahn um Zahn (Fernsehserie, 1 Episode)
- 1988: Polizeiruf 110: Ihr faßt mich nie! (Fernsehreihe)
- 1989: Die gläserne Fackel (Fernsehserie, 1 Episode)
- 1990: Polizeiruf 110: Tödliche Träume
- 1992: Karl May (Fernsehserie)
- 1994–1997: Gute Zeiten, schlechte Zeiten (Fernsehserie)
- 1997: Wolffs Revier (Fernsehserie, 1 Episode)

## Theater
- 1983: Jewgeni Schwarz: Der nackte König – Regie: Jochen Kretschmer/Wilfried Weschke (Theater der Jungen Generation Dresden)
- 1984: Peter Hacks: Kinder – Regie: Helfried Schöbel (Theater der Jungen Generation Dresden)
- 1985: Manuel Schöbel: Aus dem Leben eines Tauglichen – Regie: Wilfried Weschke (Theater der Jungen Generation Dresden)
- 1986: Martin Morgner/Herbert A. Mitschke: Flügelschläge – Regie: Matthias Härtig (Theater der Jungen Generation Dresden)
- 1990: Curth Flatow/Gerhard Jussenhoven: Cyprienne oder Scheiden tut weh – Regie: Ursula Geyer-Hopfe (Staatsoperette Dresden)
- 1993: Jean Gilbert: Die keusche Susanne (Paul von Felseneck) – Regie: Renate Breitung (Stadttheater Freiberg)
- 2014: Jan-Ferdinand Haas: Schwanensee in Stützstrümpfen (Hubert) – Regie: Matthias Nagatis (Comödie Dresden)
- 2015: Andreas Hüttner: Wer bremst, verliert  – Regie: Andreas Hüttner (Thüringer Kloßtheater Friedrichroda)
- 2016: Peter Dehler nach Victor Hugo: Glöckner von Notre-Dame – Regie: Peter Kube (Landesbühnen Sachsen Radebeul – Felsenbühne Rathen)
- 2016: Andreas Hüttner: Klar wie Kloßbrühe (Kaczmarczick) – Regie: Andreas Hüttner (Thüringer Kloßtheater Friedrichroda)